# Feliciano Brizuela
Feliciano Brizuela Báez (Paraguay, 17 de julio de 1996) es un futbolista paraguayo. Juega como centrocampista en Nacional de la Primera División de Paraguay.

## Trayectoria
Durante la temporada 2018, Brizuela jugó 41 de 44 partidos y marcó 6 goles para 3 de Febrero. 
El 8 de febrero de 2019, fue cedido al Avaí del Campeonato Brasileiro Série A y contribuyó al club en la victoria del Campeonato Catarinense. Jugó 10 partidos, de los cuales 6 como titular y 4 como suplente, y anotó 2 goles. También participó en 4 partidos del Campeonato Brasileiro Série A y 1 partido en la Copa de Brasil. Regresó a 3 de Febrero en noviembre de 2019.
En enero de 2020, fichó por Olimpia y fue cedido inmediatamente a Sportivo San Lorenzo. Hizo su debut el 17 de enero de 2020 ante Guaraní. Brizuela jugó 24 partidos y marcó 1 gol antes de regresar a Olimpia.
En enero de 2021, fue cedido nuevamente, esta vez al Guaireña para la temporada 2021. Después de una temporada con 3 goles en 27 partidos, regresó a Olimpia en enero de 2022.
Después de regresar a Olimpia para la temporada 2022, debutó oficialmente con el club el 5 de febrero de 2022 ante General Caballero JLM. Sin embargo, en julio de 2022, fue cedido nuevamente a Guaireña por el resto del año.

## Clubes
| Club                            | País     | Año       |
| ------------------------------- | -------- | --------- |
| 3 de Febrero                    | Paraguay | 2018-2019 |
| → Avaí (cedido)                 | Brasil   | 2019      |
| Olimpia                         | Paraguay | 2020-Act. |
| → Sportivo San Lorenzo (cedido) | Paraguay | 2020      |
| → Guaireña (cedido)             | Paraguay | 2021      |
| → Guaireña (cedido)             | Paraguay | 2022      |
| → Nacional (cedido)             | Paraguay | 2023-Act. |

## Palmarés

### Campeonatos nacionales
| Título                       | Club         | País     | Año  |
| ---------------------------- | ------------ | -------- | ---- |
| Segunda División de Paraguay | 3 de Febrero | Paraguay | 2017 |
| Campeonato Catarinense       | Avaí         | Brasil   | 2019 |